# Thermozodium esakii
Thermozodium esakii är en djurart som beskrevs av E.von Rahm 1937. Thermozodium esakii ingår i släktet Thermozodium och familjen Thermozodiidae. Inga underarter finns listade i Catalogue of Life.